# Prowincja Hà Giang
Hà Giang wymowaⓘ – prowincja Wietnamu, znajdująca się w północnej części kraju, w Regionie Północno-Wschodnim. Na północy prowincja graniczy z Chinami.

## Podział administracyjny
W skład prowincji Hà Giang wchodzi dziesięć dystryktów oraz jedno miasto.
- Miasta:

1. Hà Giang

- Dystrykty:

1. Bắc Mê
2. Bắc Quang
3. Đồng Văn
4. Hoàng Su Phì
5. Mèo Vạc
6. Quản Bạ
7. Quang Bình
8. Vị Xuyên
9. Xín Mần
10. Yên Minh